# Szentlőrinci Atlétikai Club
Il Szentlőrinci Atlétikai Club, o Szentlőrinci AC, noto anche come 1908 SZAC Budapest, è una società calcistica ungherese con sede a Budapest, nella parte sudorientale della capitale ungherese.

## Calciatori celebri
Ferenc Deák ha mosso i primi passi della sua carriera nel SZAC. Vi è rimasto per sette stagioni a cavallo della Seconda Guerra Mondiale, trascinandolo a due promozioni.
Durante la stagione 1945-46, quando il SZAC militava da neopromossa nella massima divisione nazionale, Deák mise a segno 66 reti in campionato in 44 presenze.